# Alfa Romeo GT
Alfa Romeo GT – samochód sportowy klasy kompaktowej produkowany przez włoską markę Alfa Romeo w latach 2003 - 2010.

## Historia i opis modelu

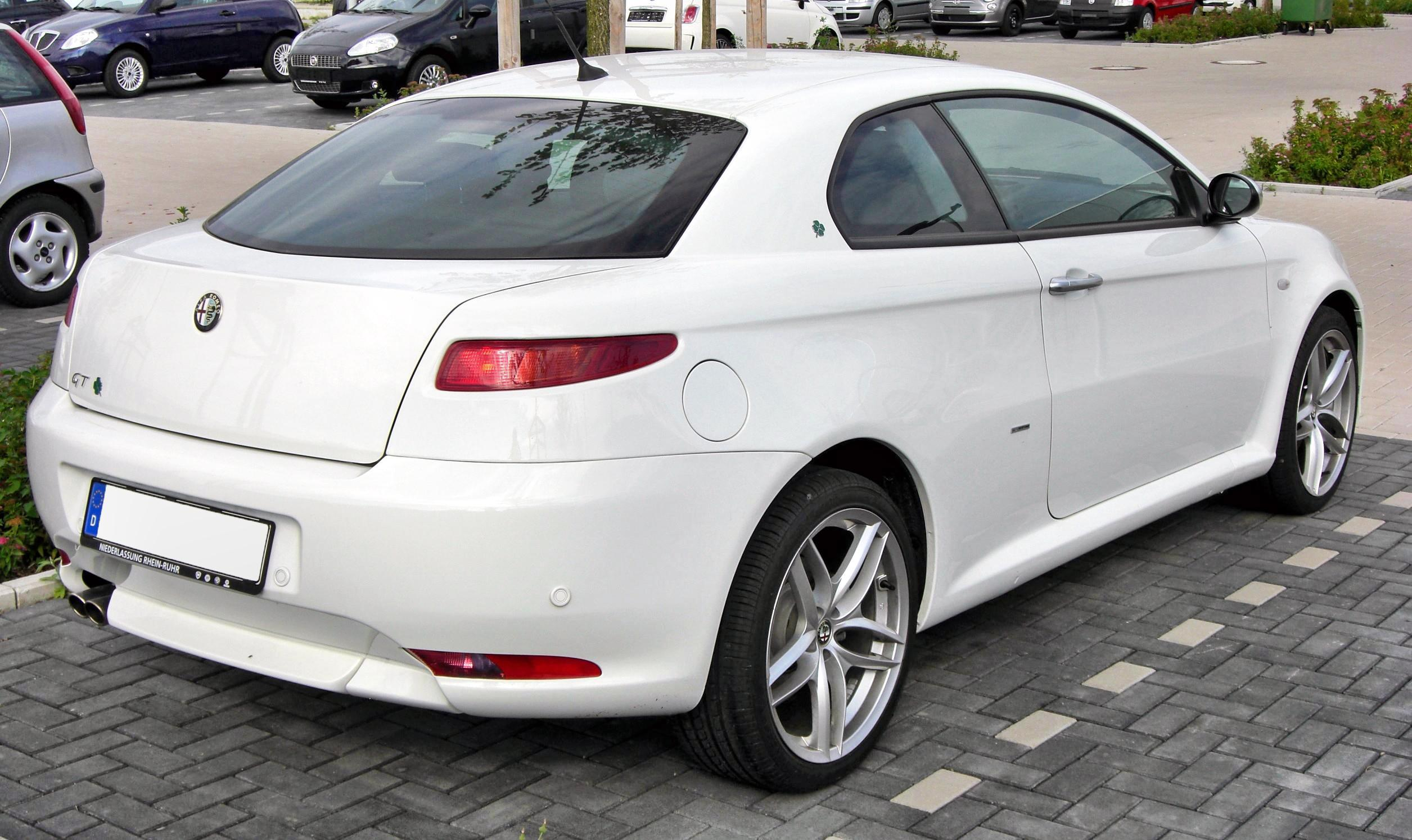
Alfa Romeo GT – tył

GT wykorzystuje podzespoły Alfy Romeo 156 oraz 147, zaś nadwozie zostało zaprojektowane przez studio Bertone. Samochód ten początkowo oferowany był z silnikami benzynowymi o pojemności 2.0 l (165 KM) oraz 3.2 l (240 KM - stosowanym także w Alfie 166) oraz z dieslem Common rail o pojemności 1.9 l i mocy 150 KM. Alfę GT można nabyć z pięcio- lub sześciostopniową manualną skrzynią biegów oraz z pięciostopniową skrzynią elektrohydrauliczną (Selespeed - tylko wersja 2.0 JTS). Selespeed jest swego rodzaju połączeniem skrzyni automatycznej i sekwencyjnej (z punktu widzenia użytkownika, a nie konstrukcji). Umożliwia zmianę biegów "o jeden" w górę lub w dół, dokonywaną za pomocą przycisków na kierownicy lub joysticka umieszczonego zamiast tradycyjnej dźwigni zmiany biegów. Jeśli chodzi o podobieństwo do skrzyni automatycznej - Selespeed umożliwia przełączenie w tzw. tryb miejski, w którym to zmiana biegów następuje samoistnie. 
W 2006 roku do palety silnikowej dołączył czterocylindrowy silnik o pojemności 1.8 l z dwiema świecami na każdy cylinder (Twin Spark), układem dolotowym o zmiennej długości i układem zmiennych faz rozrządu dla zaworów ssących. Dzięki temu jednostka napędowa osiągnęła moc 140 KM. W tym samym roku wprowadzona została wersja 1.9 JTD Q2 z mechanizmem różnicowym o ograniczonym poślizgu. Dodano również nową wersję wykończenia pojazdu o nazwie Black Line.
Wyprodukowano 80 832 sztuki

### Dane techniczne
Źródło:
- Silnik

| Silnik      | Pojemność | Moc maksymalna                     | Maks. moment obrotowy     |
| ----------- | --------- | ---------------------------------- | ------------------------- |
| 1.8 TS 16v  | 1747 cm³  | 140 KM (103 kW) przy 6500 obr./min | 163 Nm przy 3900 obr./min |
| 2.0 JTS     | 1970 cm³  | 165 KM (121 kW) przy 6400 obr./min | 206 Nm przy 3250 obr./min |
| 3.2 V6      | 3179 cm³  | 240 KM (176 kW) przy 6200 obr./min | 300 Nm przy 4800 obr./min |
| 1.9 JTD 16v | 1910 cm³  | 150 KM (110 kW) przy 4000 obr./min | 305 Nm przy 2000 obr./min |
| 1.9 JTD 16v | 1910 cm³  | 170 KM (125 kW) przy 3750 obr./min | 330 Nm przy 2000 obr./min |

- Podwozie
  - Zawieszenie przednie: Podwójny wahacz poprzeczny, amortyzator teleskopowy, stabilizator poprzeczny
  - Zawieszenie tylne: oś wielowahaczowa, sprężyna śrubowa, stabilizator poprzeczny
  - Hamulce przód/tył: tarczowe wentylowane/tarczowe
  - ABS i ASR
- Wymiary i masy
  - Rozstaw osi: 2596 mm
  - Rozstaw kół przód/tył: 1512/1500 mm
  - Masa własna: 1365-1485 kg
  - DMC: 1810-1930 kg
  - Pojemność bagażnika: 320/905 dm³
  - Pojemność zbiornika paliwa: 63 l

- Osiągi

| Silnik               | 0-100 km/h | Prędkość maks. | Zużycie paliwa |
| -------------------- | ---------- | -------------- | -------------- |
| 1.8 TS 16v           | 10,6 s     | 200 km/h       | 8,5 l/100 km   |
| 2.0 JTS              | 8,7 s      | 216 km/h       | 8,7 l/100 km   |
| 3.2 V6               | 6,7 s      | 243 km/h       | 12,3 l/100 km  |
| 1.9 JTD 16v          | 9,7 s      | 209 km/h       | 6,6 l/100 km   |
| 1.9 JTD 16v (170 KM) | 8,2 s      | 216 km/h       | 7,4 l/100 km   |